# مقاطعة كستر (أوكلاهوما)
مقاطعة كستر (بالإنجليزية: Custer County)‏ هي إحدى مقاطعات ولاية أوكلاهوما في الولايات المتحدة الأمريكية.